# Campana della pace giapponese

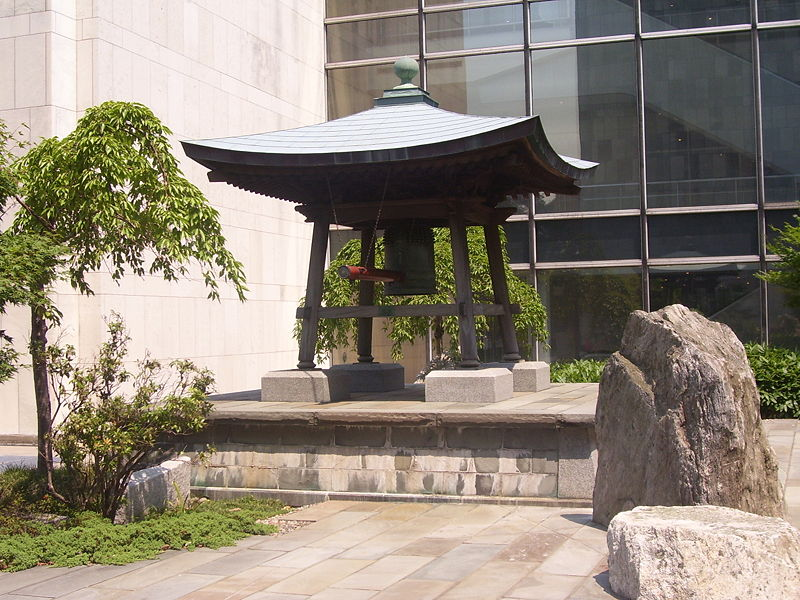
La campana della pace presso la sede delle Nazioni Unite a New York City

La campana della pace giapponese (日本の平和の鐘?) è una campana ornamentale fatta costruire nel giugno del 1954 dal giapponese Chiyoji Nakagawa, che poi la offrì in dono al quartier generale delle Nazioni Unite (al tempo il Giappone non era ancora membro delle Nazioni Unite) e venne collocata presso la propria collezione d'arte.
La campana ha dimensioni di 60x100 cm e pesa 116 kg. La dicitura 世界絶対平和萬歳 ("pace assoluta nel mondo") è incisa sulla sua superficie frontale. Simbolo di pace, viene suonata il 21 settembre di ogni anno, in occasione della Giornata internazionale della pace, in una cerimonia a cui sono presenti il Presidente dell'Assemblea generale e altri membri delle Nazioni Unite.

## Storia

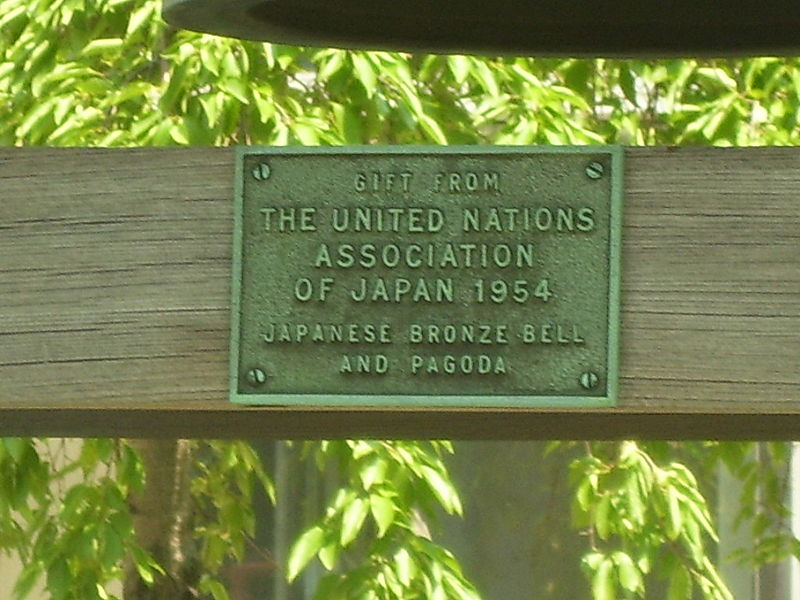
Targa commemorativa, campana della pace - Nazioni Unite

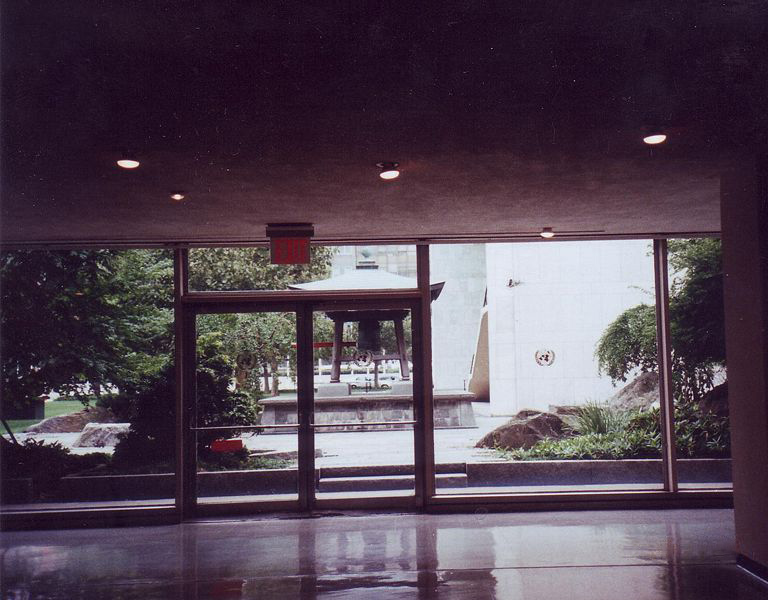
La campana della pace giapponese, vista dall'interno del quartier generale delle Nazioni Unite a New York City

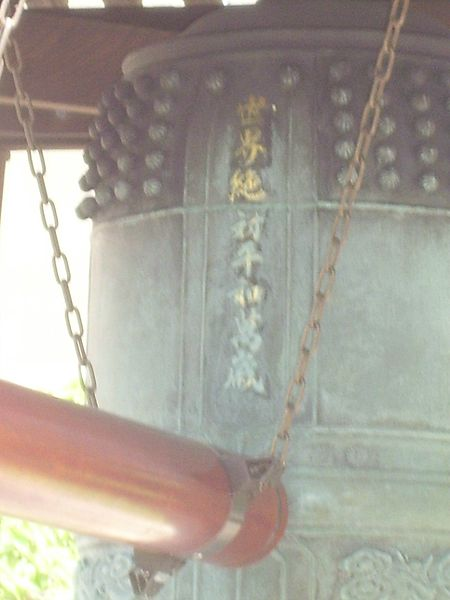
Iscrizione giapponese 世界絶対平和萬歳 ("pace assoluta nel mondo")

Nel 1951 Chiyoji Nakagawa, al tempo membro dell'Associazione Internazionale del Giappone, partecipa alla Sesta Assemblea Internazionale delle Nazioni Unite a Parigi come osservatore.
In questa occasione esprime la volontà di "raccogliere monete e medaglie da tutto il mondo e fonderle in una campana, simbolo di speranza per la pace nel mondo da parte di tutta l'umanità, indipendentemente dalla nazionalità, razza, ideologia politica o religione. Cosicché la campana possa poi essere suonata per la pace."
Con l'appoggio di Benjamin Cohen, secondo Segretario delle Nazioni Unite al tempo, Nakagawa ha l'opportunità di presentare tale progetto dinnanzi ai rappresentanti dei vari Stati all'assemblea ONU, ricevendo l'approvazione all'unanimità. Registrata ufficialmente dal Consiglio economico e sociale delle Nazioni Unite l'anno successivo, viene deciso di posizionare la campana nel giardino giapponese all'interno del quartier generale delle Nazioni Unite a New York come "campana della pace giapponese".
Nakagawa, con le monete raccolte dai rappresentanti di 60 e più Paesi, 9 monete d'oro ricevute da Papa Pio XII, e molte altre monete radunate da tutto il mondo, fa costruire la campana nei 3 anni successivi dalla fonderia Tada di Takamatsu (Prefettura di Kagawa, Giappone).
La campana ha inciso la dicitura 世界絶対平和萬歳 ("pace assoluta nel mondo") ed è decorata con un sole e una luna circondati da alloro, simbolo di pace.
Nel 1954 la campana parte dal porto di Yokohama alla volta di New York, su un "Tsuneshimamaru", vascello costruito appositamente per l'occasione dalla carpenteria "Iino Kaiun" di Uwajima, città di cui Nakagawa era sindaco.
Oltre alla spedizione vengono offerti, da un monaco buddhista di Hiroshima e una fedele cristiana di Nagasaki, un pugno di terra proveniente dalle rispettive città, affinché siano sepolti vicino alla campana.
La campana arrivata a New York viene installata nel quartier generale delle Nazioni Unite, con una cerimonia tenuta l'8 Giugno dello stesso anno.
Attualmente la campana è suonata due volte all'anno, in occasione della Giornata della Terra (21 Marzo) e della Giornata Internazionale della Pace (21 settembre).
In particolare, nella Giornata internazionale della pace, il Segretario Generale delle Nazioni Unite suona la campana per pregare per la pace nel mondo alla presenza delle massime autorità delle Nazioni Unite e di celebrità.

## Struttura della campana della pace giapponese
La campana, fabbricata principalmente in bronzo, conta 60 cm di ampiezza, 100 cm di altezza e 116 kg di peso. Al suo interno sono inoltre fuse le monete donate a Nakagawa dai rappresentanti di oltre 60 Paesi delle Nazioni Unite nel 1951, 9 monete d'oro donate da Papa Pio XII, varie monete offerte da tutto il mondo, così come impugnature di spade, proiettili, stemmi militari e religiosi, lastre di rame ed altro.
L'iscrizione 世界絶対平和萬歳 ("pace assoluta nel mondo") esprime chiaramente l'intento dietro la costruzione della campana, la speranza della realizzazione di una pace mondiale.
Per la fabbricazione della campana Nakagawa incaricò Tada Jonosuke, capo della famosa fonderia Tada di Takamatsu, mentre il carpentiere Oshita Rinpei di Uwajima si occupò della realizzazione della struttura portante.

## Expo di Osaka e la campana della pace
Dopo l'installazione della campana a New York, Chiyoji Nakagawa comincia ad occuparsi di attività pacifiste basate sull'esistenza della campana. Nel 1961, in piena Guerra Fredda, in occasione della crisi missilistica di Cuba, Nakagawa visita le ambasciate americane e sovietiche e fa inviare una "campana Sorella", replica di 4 kg della campana della pace, a Kennedy e Kruscev, con il messaggio "Un sorriso ed un poco di amore per il prossimo possono mantenere la pace nel mondo".
Successivamente, in occasione dell'Expo del 1970 tenuta ad Osaka, Nakagawa richiede ed ottiene il permesso che la campana installata nel giardino delle Nazioni Unite fosse trasportata temporaneamente in Giappone, all'interno dell'Expo, affinché fosse maggiormente riconosciuta a livello internazionale.
Durante il "viaggio" della campana originale ad Osaka, per non lasciare un vuoto nel quartier generale delle Nazioni Unite, fu realizzata un'esatta replica della campana. La replica sostituì la campana originale durante l'Expo e venne poi installata per sempre ad Osaka quando la prima campana venne riportata a New York dopo l'Expo.
La campana della pace nel Parco Commemorativo dell'Expo '70 è infatti una replica identica alla campana presso la sede delle Nazioni Unite. Allo stesso tempo Nakagawa fece anche realizzare 150 repliche della campana da 1 kg, sempre con monete raccolte da tutto il mondo, per donarle a U Thant, Segretario Generale delle Nazioni Unite che aveva dato il nullaosta al trasferimento della campana, e alle ambasciate di più di 140 Paesi.
(Elenco delle campane presentate ai paesi del mondo da Chiyoji Nakagawa)

## Associazione per la preservazione della campana della pace delle Nazioni Unite
L'associazione per la preservazione della campana della pace dell'ONU, attiva dal 2013, venne ufficialmente istituita nel 2015, 43 anni dopo la morte di Chiyoji Nakagawa, da Seiko Takase, la sua sestogenita.
L'associazione nasce quando Takase viene a conoscenza che le circostanze dietro la donazione della campana alle Nazioni Unite e gli ideali del padre Nakagawa non vengono trasmessi correttamente dalla stampa ed i media. I suoi obiettivi includono la trasmissione delle forti emozioni di Nakagawa verso la pace nel mondo ed il portare avanti i suoi ideali per il futuro.
Nello stesso anno della fondazione, la denominazione e le attività dell'associazione vengono anche riconosciute ufficialmente dall'ONU.
Seiko Takase, quale presidente dell'associazione, partecipa ogni anno alla cerimonia della campana tenuta al quartier generale dell'ONU.

## Attività dell'associazione per la preservazione della campana della pace delle Nazioni Unite
- Cerimonia della campana della pace al quartier generale dell'ONU
- Cerimonia della campana della pace all'Osaka Expo Memorial Park. Ogni anno, in autunno, la replica identica della campana originale posizionata nell'Osaka Expo Memorial Park viene suonata in una cerimonia tenuta con la collaborazione della città di Osaka.
- Workshop per i Bambini del Futuro. Seiko Takase visita personalmente scuole elementari e eventi locali in tutto il Giappone, per narrare la storia della campana e il pensiero di Chiyoji Nakagawa. I libri illustrati realizzati per raccontare la storia in modo divertente e appetibile ai più giovani sono pubblicati anche in lingua inglese ed esposti anche al quartier generale delle Nazioni Unite.
- Nel 2017 una "campana Sorella"di 4kg è donata a Myanmar.
- Nel 2019 una"campana Sorella"di 4kg e'donata alla Bosnia Erzegovina.

Nel 2019 nasce il progetto per la donazione di una "campana Sorella" alla Repubblica di San Marino, attraverso l'intercessione del Comitato Organizzativo del San Marino Nippon Matsuri Festival.
Si decide quindi di donare una "campana Sorella" di simili dimensioni alla campana installata all'ONU di dimensioni 80x45 cm e di 90 kg alla Repubblica di San Marino, donazione successivamente approvata ufficialmente dal Ministero degli Esteri giapponese e l'ONU.
La campana in questione è la quarta per dimensioni nella famiglia delle campane della pace, dopo la "campana madre" al tempio Taiheiji a Uwajima, la campana originale al quartier generale dell'ONU e la "campana sorella" all'Osaka Expo Memorial Park.
Il progetto prevede il posizionamento della campana nel centro storico di San Marino, sito denominato patrimonio mondiale dall'UNESCO.
Questa campana è costruita con gli stessi materiali della campana originale all'ONU: nella fusione sono stati utilizzate anche monete offerte da San Marino e il Giappone.
La cerimonia di donazione della campana a San Marino era inizialmente prevista per Giugno 2020, in concomitanza con l'evento culturale San Marino Nippon Matsuri Festival, ma a causa della pandemia COVID-19 è stata posticipata a data da definirsi.
A dicembre del 2020 la campana venne presentata per la prima volta al pubblico, in una cerimonia tenuta nello Shinmaru Building a Marunouchi, Tokyo. La campana, grazie all'amicizia tra le associazioni "Association for the Preservation of UN Peace Bell" e "ISSHO-NI San Marino & Japan", è arrivata a San Marino nel 2021 ed è ora custodita all'interno dei confini della repubblica più antica del mondo, una terra di pace e libertà che ha sempre rifiutato la guerra nel corso della sua storia millenaria.
Attualmente l'associazione per la preservazione della campana della pace ONU è occupata come sempre nella diffusione e promozione di ideali per la pace nel mondo, specialmente per le generazioni future; non solo per un mondo senza guerra, ma per combattere contro la fame, povertà, distruzione dell'ambiente, discriminazione razziale e altri obiettivi delineati dagli obiettivi di sviluppo sostenibile dell'ONU. La "campana della pace" è ora come allora il simbolo degli ideali dell'associazione di creare un futuro migliore.

## Elenco dei titolari della Peace Bell
| Anno | Titolari |
| ---- | --- |
| 1971 | U Thant, Segretario Generale delle Nazioni Unite                                                                                             |
| 1972 | Kurt Waldheim, Segretario Generale delle Nazioni Unite                                                                                       |
| 1973 | C. V. Narasimhan, Capo di Gabinetto, Sottosegretario Generale per gli Affari e Coordinatore Interagenzia, Nazioni Unite                      |
| 1974 | Bradford Morse, Amministratore, Programma di Sviluppo Nazioni Unite (UNDP)                                                                   |
| 1975 | Genichi Akatani, Sottosegretario Generale, Nazioni Unite                                                                                     |
| 1976 | Robert J. Ryan, Assistente del Segretario Generale, Nazioni Unite                                                                            |
| 1977 | Margaret Mead, antropologa |
| 1978 | Margaret Mead, Presidente del Giorno della Terra                                                                                             |
| 1979 | Dr. Estefania Aldaba-Lim, Rappresentante Speciale (Assistente del Segretario Generale), Nazioni Unite                                        |
| 1980 | Dr. Edward Gibson, Scienziato e Astronauta americano, pilota dello Skylab 4                                                                  |
| 1981 | Dr. Arvid Pardo, Malta, Ambasciatore presso le Nazioni Unite, fondatore della Legge della Conferenza sul Mare                                |
| 1982 | Mrs. Dubos moglie dello scienziato, umanista e Professore Emerito della Rockefeller University René Dubos,                                   |
| 1983 | Reverend Percival Brown, Trinity Church, Wall Street, New York                                                                               |
| 1984 | Paul McRae, Membro del Parlamento, rappresentante del Primo Ministro Pierre Trudeau, Canada                                                  |
| 1985 | Dr. Robert Muller, Assistente del Segretario Generale, Nazioni Unite                                                                         |
| 1986 | Dr. Robert Muller, Assistente del Segretario Generale, Nazioni Unite                                                                         |
| 1987 | Chester Norris, Missione U.S., Ministro Consigliere, Vice Rappresentante U.S. presso il Consiglio Economico e Sociale NU                     |
| 1987 | Valentin Karymov, Consigliere Senior, Missione URSS                                                                                          |
| 1987 | Sheik Ali Mukhtar, Vice Segretario Generale della Lega Araba, Mecca, Arabia Saudita                                                          |
| 1988 | Edward Abramson, New York Stato Maggiore Whip, Presidente del Giorno della Terra                                                             |
| 1988 | Reverendo Umberto Mullare |
| 1988 | Francis McCullough, Centro del Cardinale Krol, Filadelfia, PA                                                                                |
| 1989 | Dr. Noel Brown, Programma sull'Ambiente delle Nazioni Unite (UNEP)                                                                           |
| 1990 | David Dinkins, Sindaco, Città di New York |
| 1990 | Cynthia Lennon, artista, Regno Unito |
| 1991 | Antoine Blanca, Direttore Generale per lo Sviluppo e la Cooperazione Internazionale Economica, Nazioni Unite                                 |
| 1992 | Joseph Ciccipio, ex ostaggio a Beirut, ex controller dell'American University                                                                |
| 1992 | Anicetas Simutis, Ambasciatore, Lituania |
| 1992 | Aivars Baumanis, Ambasciatore, Lettonia |
| 1992 | Paul Luedig, Counsellor, rappresentante di Ernst Jaakson, Ambasciatore, Estonia                                                              |
| 1993 | Rigoberta Menchú, Premio Nobel per la Pace, attivista per i diritti umani, Guatemala                                                         |
| 1994 | Nasir Obeid, giovane ragazzo dalla Palestine                                                                                                 |
| 1994 | Daphne Tenne, giovane ragazza da Israele |
| 1995 | Edwina Sandys, artista e nipote di Sir Winston Churchill                                                                                     |
| 1996 | Richard Butler, Ambasciatore, Australia |
| 1996 | Anna McConnell, moglie di John McConnell, fondatore del Giorno della Terra                                                                   |
| 1997 | Razali Ismail, Ambasciatore, Malaysia, e Presidente dell'Assemblea Generale, Nazioni Unite                                                   |
| 1998 | Gillian Sorensen, Sottosegretario Generale per le Relazioni Esterne, Nazioni Unite                                                           |
| 1998 | Kensaku Hogen, Sottosegretario alle Comunicazioni e alla Pubblica Informazione, Nazioni Unite                                                |
| 1999 | Frate Ignatius Harding, International Lama Gangchen Francescani, Monaco, Tibet                                                               |
| 2000 | Gerhard Pfanzelter, Ambasciatore, Austria |
| 2001 | Mary Catherine Bateson, autrice e figlia di Margaret Mead e di Gregory Bateson                                                               |
| 2002 | Lisbet Palme, Comitato svedese UNICEF, moglie di Olof Palme, ex Primo Ministro di Svezia                                                     |
| 2003 | Pete Seeger, musicista folk e ambientalista                                                                                                  |
| 2004 | John McConnell, fondatore del Giorno della Terra e co-fondatore della Earth Society Foundation                                               |
| 2005 | Aye Aye Thant, figlia di U Thant, Segretario Generale delle Nazioni Unite                                                                    |
| 2005 | Don MacKay, Ambasciatore, Nuova Zelanda e Presidente dell'Assemblea Generale delle Nazioni Unite                                             |
| 2005 | Eduardo J. Sevilla Somoza, Ambasciatore, Nicaragua                                                                                           |
| 2006 | Lars Hjalmar Wide, Ambasciatore/Capo di Gabinetto, Ufficio del Presidente della 60ª sessione dell'Assemblea Generale delle Nazioni Unite     |
| 2006 | Ambasciatore (& Mrs.) Shinichi Kitaoka, Vice Rappresentante Permanente del Giappone presso le Nazioni Unite                                  |
| 2007 | Aye Aye Thant, U Thant, Segretario Generale delle Nazioni Unite                                                                              |
| 2008 | Anwaral Chowdhury, Ambasciatore, Bangladesh                                                                                                  |
| 2009 | Pete Seeger, musicista folk e ambientalista                                                                                                  |
| 2010 | Bambini, compresi i Tarumi Violinists, circondati dai bambini di Earth Day Fondatori e primi sostenitori                                     |
| 2011 | Solange Muller, figlia del Dr. Robert Muller, Assistente Segretario Generale delle Nazioni Unite ed educatore alla pace                      |
| 2011 | Aye Aye Thant, figlia di U Thant, Segretario Generale delle Nazioni Unite                                                                    |
| 2011 | Naima Chikhi, Rappresentante UNESCO |
| 2012 | Ambasciatore Anwaral Chowdhury, Bangladesh, Senior Special Advisor del Presidente dell'Assemblea Generale delle Nazioni Unite                |
| 2013 | Nikhil Seth, Direttore della Divisione per lo Sviluppo Sostenibile, Dipartimento degli Affari Economici e Sociali (DESA) delle Nazioni Unite |
| 2014 | Helen Garland, Consigliere della Earth Society Foundation e bambini dei Violinisti Tarumi                                                    |
| 2015 | Membri della Earth Society Foundation a New York                                                                                             |
| 2016 | Ricardo Guimarães Pinto, UNESCO, Funzionario di collegamento a New York                                                                      |